# Ludwig Paffendorf
Ludwig Paffendorf (* 21. September 1872 in Köln; † 31. Januar 1949 in Porz-Urbach) war ein deutscher Architekt und Kunstgewerbler.

## Leben
Ludwig Paffendorf begann im Wintersemester 1890/1891 das Studium der Architektur an der Technischen Hochschule (Berlin-)Charlottenburg und wurde im gleichen Semester Mitglied des Corps Saxonia-Berlin. Zum Wintersemester 1891/92 wechselte er an die Technische Hochschule Stuttgart und wurde Mitglied des Corps Stauffia.
Nach dem Studium arbeitete er zunächst längere Zeit im Atelier von Friedrich Ohmann in Prag, bevor er sich 1898 in Köln als Architekt und Kunstgewerbler niederließ. Hier tat er sich zunächst durch den Bau einiger Villen im Stadtteil Marienburg hervor wie zum Beispiel der vom Burgenbau inspirierten, in den Jahren 1908 und 1909 entstandenen Villa in der Lindenallee 19.
Spätestens 1912 wurde er als Mitglied in den Deutschen Werkbund berufen. An der Kölner Werkbundausstellung von 1914 war er mit drei Arbeiten beteiligt, dem „Kölner Haus“ und dem Pavillon des Tabakgeschäfts Alenfelder als Architekt sowie der Einrichtung der oberen Etage im „Zwei-Etagen-Villenhaus“ (auch: „Etagenhaus“).
Im Ersten Weltkrieg gestaltete er ab 1917 als Hochbaureferent in der Zivilverwaltung für Wallonien zahlreiche Soldatenfriedhöfe in Südbelgien. Beispiele sind der Heidefriedhof Anloy und der Friedhof Halanzy. 1934 errichtete er in Köln-Urbach das Ehrenmal für die im Ersten Weltkrieg gefallenen Urbacher und Elsdorfer Soldaten.
1932 erstellte er im „Siedlerstil“ die Entwürfe für die Gartenstadt Grengel in Köln-Porz. Die Realisierung seiner Pläne im Jahre 1949 erlebte er nicht mehr. Noch 1958 wurde nach seinen Plänen der katholische Kindergarten in Grengel errichtet.
Neben seiner Arbeit als Architekt betätigte er sich auch als Maler. Vier seiner Bilder aus dem Jahre 1910 befinden sich im Bestand des Kölnischen Stadtmuseums.
Bei der Durchführung der Kunstausstellungen in der Kölner Flora vor dem Ersten Weltkrieg wirkte er entscheidend mit. Dem Kölner Kunstverein gehörte er seit 1909 als Vorstandsmitglied an.
Seit dem 10. Mai 1906 war er verheiratet mit Katharina Froitzheim, geb. Schmidt (1877–1946), Tochter des Architekturprofessors Heinrich von Schmidt, Witwe des Historienmalers Heinrich Froitzheim.
Seinen Nachlass vermachte er dem Stadtarchiv Porz. In Köln-Rath/Heumar ist die Paffendorfstraße nach ihm benannt.

## Werk

### Schriften
- Ludwig Paffendorf, Paul Clemen: Südbelgische Kriegerfriedhöfe. Pontos, Berlin 1927.[12]

### Bauten (Auswahl)
- 1896–1897: Bonn, Ortsteil Mehlem, Rüdigerstraße 10, Villa für seinen Vater Jakob Paffendorf (später erste Botschaft von Benin)[13]
- 1921–1922: Köln, Stadtteil Neustadt-Nord, Friesenplatz, 27, Ausstellungsgebäude des Kölnischen Kunstvereins in neoklassizistischem Stil (zerstört)[14]
- Köln, Stadtteil Mülheim, Schwestern- und Ärztehaus[15]
- Köln, Stadtteil Rath/Heumar, Schloss Röttgen, Gestüt- und Gehöftbauten für Peter Mülhens[16]
- 1926/1927: Königswinter, Gestaltung der Autostraße zum Petersberg[17]

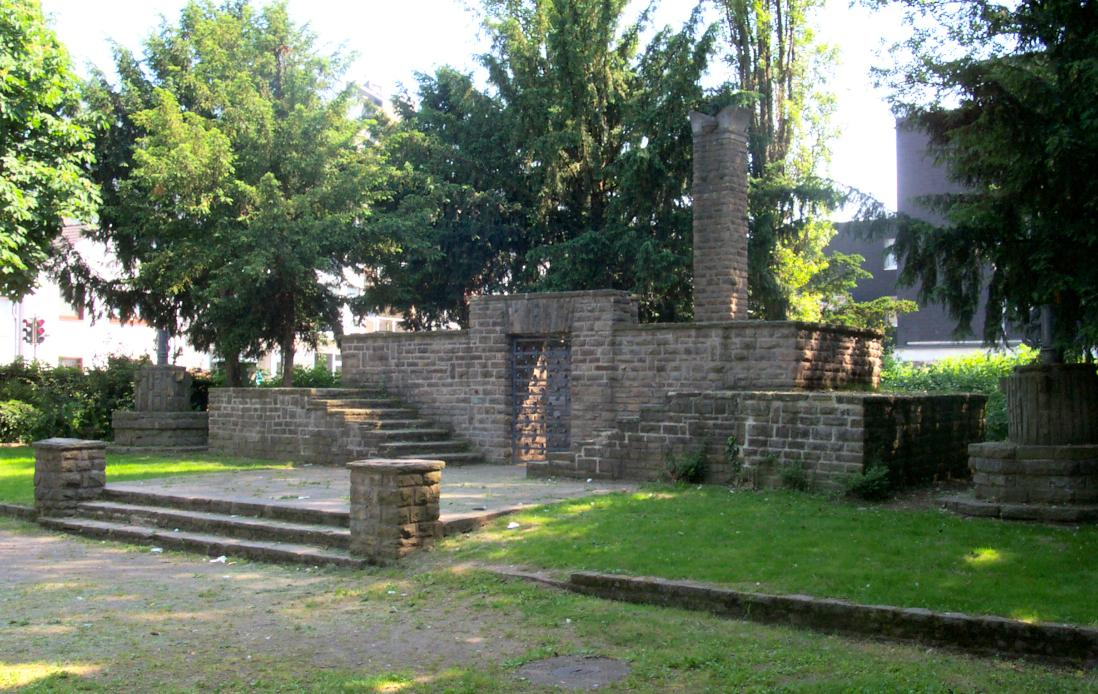
Ehrenmal Urbach
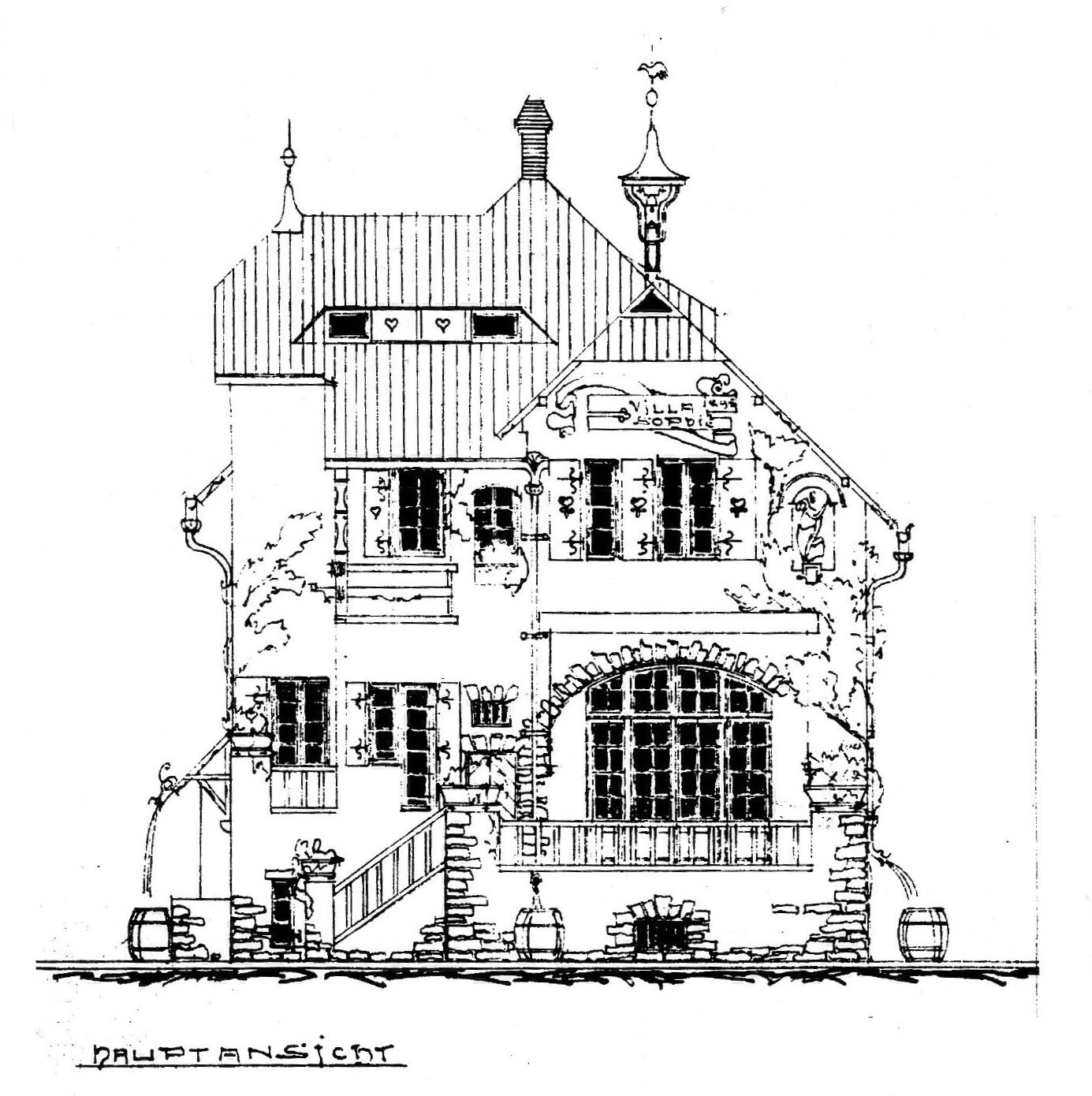
Villa Paffendorf
Kölnischer Kunstverein